# Base Aèria de Morón
La Base Aèria de Morón (codi IATA: OZP, codi OACI: LEMO) és un aeròdrom militar situat a 56 km al sud-est de la ciutat de Sevilla, a Espanya. Pren el seu nom de la localitat de Morón de la Frontera, i està operatiu des de 1941.
Des del 23 de setembre de 1953, el 80% de la base està sota sobirania nord-americana, concretament sota control de la Força Aèria dels Estats Units, en aplicació dels Pactes de Madrid de 1953 signats sota la dictadura franquista.

## Història
La construcció de la base aèria, que originalment es va cridar "Aeròdrom militar Vázquez Sagastizabal", va començar el 1940. A l'any següent la base ja estava operativa, funcionant com una base per a l'entrenament de pilots de caça de la Força Aèria Espanyola.
En l'any 1953, en el context de la Guerra Freda i en virtut dels Pactes de Madrid de 1953, Espanya decideix cedir als Estats Units l'ús de quatre bases militars. Les bases aèries de Torrejón d'Ardoz (Madrid), de Saragossa (Aragó) i de Morón (Sevilla), a més de la Base Naval de Rota (Cadis). En 1991 la Força aèria dels Estats Units (USAF) es retira de Torrejón d'Ardoz, però roman en Morón i la US Navy també roman a Rota.
En l'actualitat, la Base Aèria de Morón alberga:
- l'Ala 11 de l'Exèrcit de l'Aire d'Espanya, que està equipada amb avions d'última generació Eurofighter Typhoon;[4]
- el 221 Esquadró, amb els P-3 Orion de Patrulla Marítima;
- el 2n. Esquadró de Suport al Desplegament Aeri (SEADA);
- Destacament Permanent del Servei de Vigilància Duanera, operat per l'Ala 37;
- el 2n. Batalló d'Intervenció en Emergències de la Unitat Militar d'Emergències (UME- BIEM II);
- l'Esquadró 496 ABS i el 18th SSS de la Força Aèria dels Estats Units;

El juny de 2015 el govern espanyol va signar un acord amb els Estats Units per la qual la presència militar nord-americana a la base passava a ser permanent, permetent a més la instal·lació d'una base per a possibles intervencions militars a Àfrica, i una presència de fins a 2.200 militars i 500 civils nord-americans, així com l'estacionament de 26 aeronaus.

### Incidents
El matí del 24 d'agost de 2010, un Eurofighter de l'Ala 11 es va estavellar després de l'enlairament a la velocitat de 300 km/h. En l'aparell anaven un comandant de l'Exèrcit de l'Aire d'Espanya, que va sortir il·lès gràcies al Seient ejectable, i un pilot saudita que no va poder escapar i va morir en l'accident.